# Belrupt-en-Verdunois
Belrupt-en-Verdunois – miejscowość i gmina we Francji, w regionie Grand Est, w departamencie Moza.
Według danych na rok 1990 gminę zamieszkiwało 448 osób, a gęstość zaludnienia wynosiła 48 osób/km² (wśród 2335 gmin Lotaryngii Belrupt-en-Verdunois plasuje się na 628. miejscu pod względem liczby ludności, natomiast pod względem powierzchni na miejscu 645.).